# Zoraida Luces de Febres
Zoraida Luces de Febres (sinh tại Venezuela, Venezuela, 1922; mất năm 2015)  là một nhà thực vật học người Venezuela có chuyên môn là cỏ (agrostology). Bà là một nhân vật quan trọng trong thực vật học Venezuela trong nhiều năm.
Luces đã nghiên cứu trong năm năm dưới nhà địa lý học và nhà thực vật học người Thụy Sĩ, Henri Pittier, sau đó là giám đốc của Công ty Phục vụ Botanico thuộc Bộ Nông nghiệp Venezuela. Khi nhà nghiên cứu nông nghiệp người Mỹ Mary Agnes Chase đến Venezuela vào năm 1940 để khảo sát cỏ và tư vấn về việc phát triển chương trình thực vật, Chase đã đề nghị Luces đào tạo tại Viện Smithsonian và đề nghị cho bà sống ở nhà của mình ở Washington, DC trong năm đó. sẽ lấy. Luces và Chase trở thành bạn thân.
Khi trở về Venezuela, Luces đã trở thành một nhà thực vật học của chính phủ và xuất bản Generos de los Gramineas Venezuela ("Loài cỏ Venezuela") vào năm 1942. Bà là một trong những đồng tác giả của Pittier trên Catalogo de la flora Venezuela năm 1947. Năm 1960, bà dịch cuốn sách Cỏ đầu tiên của Chase sang tiếng Tây Ban Nha. Bà đã xuất bản Las Gramineas del Distrito Federal ("Grasses of the District District") vào năm 1963. Năm 1995, bà là đồng tác giả với nghệ sĩ thực vật Bruno Manara a Guía ilustrada del Jardín Botánico de Caracas. Bà cũng đã xuất bản nhiều bài báo trên các tạp chí khoa học.
Từ năm 1965-1979, bà ở trong ban biên tập của Acta Botánica Venezuela; sau đó bà trở lại ấn phẩm với tư cách là chủ tịch của Junta Directiva 1994-1999.

## Cuộc sống cá nhân
Luces kết hôn với Nicomedes Febres. Họ có ít nhất hai con, Jose Nicomedes và Zoraida.
- "Chi tiết về tác giả" (HTML). Chỉ số tên nhà máy quốc tế. Tổ chức quốc tế về thông tin thực vật (IOPI).